# La ternura (película)
La ternura es una película cómica española de 2023, basada en obra de teatro homónima de Alfredo Sanzol La ternura. Está dirigida por Vicente Villanueva y protagonizada por Emma Suárez, Gonzalo de Castro, Alexandra Jiménez, Fernando Guallar, Anna Moliner y Carlos Cuevas.

## Sinopsis
Una Reina algo maga y sus dos hijas princesas (Rubí y Salmón) viajan en la Flota de Indias para casarse en matrimonios convenidos por el Rey. La Reina Esmeralda odia a los hombres porque siempre han condicionado su vida y le han quitado la libertad, así que no está dispuesta a que sus hijas tengan el mismo destino que ella. Cuando la Flota pasa cerca de una isla que la Reina cree desierta, invoca una tempestad que hunde el barco en el que viajan. Su plan es quedarse a vivir en esa isla con sus hijas para no volver a ver un hombre en su vida. El problema es que eligen una isla en la que desde hace veinte años viven un leñador con sus dos hijos (Verdemar y Azulcielo) que huyeron allí para no volver a ver una mujer en su vida. En cuanto la Reina y las dos princesas descubren que no están solas, temiendo por su vida, se visten de hombres para protegerse.

## Reparto
- Emma Suárez como reina Esmeralda[3]
- Gonzalo de Castro como leñador Marrón[3]
- Alexandra Jiménez como princesa Rubí[3]
- Fernando Guallar como leñador Verdemar[3]
- Anna Moliner como princesa Salmón[3]
- Carlos Cuevas como leñador Azulcielo[3]